# FK Inđija
Maillots
Dernière mise à jour : 14 avril 2012.
Le Fudbalski Klub Inđija (en serbe : Фудбалски Клуб Инђија), plus couramment abrégé en FK Inđija, est un club serbe de football fondé en 1933 et basé dans la ville d'Inđija.
Il évolue en deuxième division serbe, à la suite de sa relégation en 2011.

## Histoire
Nommé ŽAK lors de sa fondation en 1933 puis FK Železničar, c'était à la base un club pour les cheminots. Le club a joué sous ce nom jusqu'en 1969, avant de devenir FK PIK Inđija. Le nom changea encore en 1975, 1994, puis 2001, pour adopter finalement le nom actuel : FK Inđija (le nom complet est Fudbalski klub Inđija). Au XIXe siècle, le club jouait principalement en Division III serbe, et participait de temps à autre aux qualifications pour la Prva Liga Telekom Srbija.
En 2010, le club est promu en SuperLiga et a été relégué la saison suivante.
Depuis, le club a un classement moyen en D2.

## Bilan sportif

### Palmarès
| Compétitions nationales                                |
| ------------------------------------------------------ |
| - Championnat de Serbie D2 (1) : - Champion : 2009-10. |

### Bilan par saison
| Saison    | Championnat  | Championnat | Championnat | Championnat | Championnat | Championnat | Championnat | Championnat | Championnat | Championnat | Coupe de Serbie     |
| Saison    | Division     | Pos         | Pts         | J           | V           | N           | D           | BP          | BC          | Diff        | Coupe de Serbie     |
| --------- | ------------ | ----------- | ----------- | ----------- | ----------- | ----------- | ----------- | ----------- | ----------- | ----------- | ------------------- |
| 2006-2007 | 2e           | 15e         | 46          | 38          | 11          | 13          | 14          | 42          | 51          | -9          | —                   |
| 2007-2008 | 3e Voïvodine | 2e          | 70          | 30          | 21          | 7           | 2           | 71          | 23          | +48         | Huitièmes de finale |
| 2008-2009 | 2e           | 6e          | 55          | 34          | 15          | 10          | 9           | 49          | 34          | +15         | —                   |
| 2009-2010 | 2e           | 1er         | 60          | 34          | 17          | 9           | 8           | 47          | 26          | +21         | Seizièmes de finale |
| 2010-2011 | 1re          | 15e         | 5           | 30          | 7           | 5           | 18          | 29          | 47          | -18         | Seizièmes de finale |
| 2011-2012 | 2e           | 5e          | 52          | 34          | 14          | 10          | 10          | 35          | 32          | +3          | Huitièmes de finale |
| 2012-2013 | 2e           | 12e         | 42          | 34          | 10          | 12          | 12          | 27          | 35          | -8          | Huitièmes de finale |
| 2013-2014 | 2e           | 12e         | 37          | 30          | 10          | 7           | 13          | 32          | 41          | -9          | Tour préliminaire   |
| 2014-2015 | 2e           | 5e          | 46          | 30          | 14          | 4           | 12          | 39          | 31          | +8          | Huitièmes de finale |
| 2015-2016 | 2e           | 4e          | 45          | 30          | 12          | 9           | 9           | 46          | 28          | +18         | Huitièmes de finale |
| 2016-2017 | 2e           | 4e          | 48          | 30          | 14          | 6           | 10          | 33          | 28          | +5          | Seizièmes de finale |
| 2017-2018 | 2e           | 5e          | 45          | 30          | 12          | 9           | 9           | 30          | 25          | +5          | Huitièmes de finale |
| 2018-2019 | 2e           | 3e          | 67          | 37          | 20          | 7           | 10          | 57          | 29          | +28         | Seizièmes de finale |
| 2019-2020 | 1re          | 14e         | 25          | 30          | 7           | 4           | 19          | 26          | 48          | -22         | Quarts de finale    |
| 2020-2021 | 1re          | 17e         | 35          | 38          | 10          | 5           | 23          | 29          | 66          | -37         | Seizièmes de finale |
| 2021-2022 | 2e           | 5e          | 64          | 37          | 19          | 7           | 11          | 55          | 38          | +17         | Seizièmes de finale |
| 2022-2023 | 2e           | en cours    | en cours    | en cours    | en cours    | en cours    | en cours    | en cours    | en cours    | en cours    | Seizièmes de finale |

Légende
- Promotion en division supérieure.
- Relégation en division inférieure.

## Personnalités du club

### Présidents du club
- Zdravko Mrđa
- Slavko Puvača

### Entraîneurs du club
- Srdjan Blagojević